# Церква Успіння Пресвятої Богородиці (Жеребки)
Церква Успіння Пресвятої Богородиці в Жеребках — парафія і храм Підволочиського деканату Тернопільсько-Зборівської архієпархії Української греко-католицької церкви в селі Жеребки Тернопільського району Тернопільської области.

## Історія церкви
Згідно з історичними даними, першу дерев'яну церкву греко-католицької парафії було освячено ще в 1711 році. Цю споруду зруйнували в 1983 році.
Будівництво сучасного храму розпочали у 1929 році, але через брак коштів його так і не завершили. Довгий час богослужіння проводили в старій дерев'яній церкві.
У 1991 році будівництво нового храму закінчено. Його освячення відбулося 24 грудня 1995 року, яке провів єпископ-ординарій Тернопільської єпархії Михаїл Сабрига.
До 1990 року парафія і храм належали РПЦ. Однак того ж року більшість громади повернулася до УГКЦ.
Владика Михаїл Сабрига здійснив єпископські візитації парафії у 1995 та 2006 роках.
При парафії активно діють кілька спільнот: братство «Апостольство молитви», спільнота Матері Божої Неустанної Помочі та Вівтарна дружина.
До нерухомого майна парафії належить сама будівля церкви та парафіяльний дім.

## Парохи
- о. Ілля Зарацький (до 1809),
- о. Фома Герасимович (1809—1852),
- о. Петро Зухаєвич (1852—1899),
- о. Григорій Дяків (1901—1919),
- о. Василь Бачинський (1919—1951),
- о. Зиновій Гончарик,
- о. Микола Шаварин,
- о. Володимир Зарічний,
- о. Василь Ткач,
- о. Ілля Довгошия,
- о. Михайло Полівчук (1995—2013),
- о. Володимир Фурман (з серпня 2013).